# Duran Kalkan
Duran Kalkan (nascut el 1954), també conegut com a Selahattin Abbas és un comandant d'alt rang del Partit dels Treballadors del Kurdistan (PKK), una organització que figura en la llista d'organitzacions terroristes estrangeres del Departament d'Estat dels Estats Units. El grup és considerat també com a organització terrorista per Turquia, els Estats Units i la Unió Europea. No se sap molt sobre el seu passat, el que ha alimentat les especulacions que sigui un turc alevi, nascut a Tufanbeyli, província d'Adana.
Inicialment, fou comandant guerriller al PKK, i després va succeir Riza Altun com a administrador de diners transnacional del PKK a finals de 1980 i va manejar les finances de l'organització a Alemanya fins a principis de 1990 quan es va traslladar al Kurdistan del Sud, per evadir l'arrest. Fou comandant de l'Exèrcit Popular d'Alliberament del Kurdistan o ARGK i membre del Consell Presidencial del PKK finalment esdevingué un membre del Consell Executiu de la Koma Civakên Kurdistan (KCK).
Juntament amb Ali Haydar Kaytan, Cemil Bayık i Mustafa Karasu és vist com un dels durs entre els líders del PKK, que s'oposen a les negociacions de pau amb Turquia, perquè al·lega que "els kurds han guanyat tot el que tenen en resistir" i acusa el Primer ministre turc Recep Tayyip Erdoğan de desenvolupar una conspiració per destruir el moviment nacional kurd. i de tractar d'enganyar els kurds. el 10 de juliol del 2010 el seu nom va aparèixer en la llista de 448 membres del PKK dels quals Turquia volia la seva extradició de l'Iraq

## Les sospites de tràfic de drogues
El 4 d'abril de 2011, Kalkan, juntament amb cinc altres líders del PKK (Cemil Bayik, Remzi Kartal, Sabri Ok i Adem Uzun) va ser qualificats pel Departament del Tresor dels Estats Units com a Narcotraficants Especialment Designats (Specially Designated Narcotics Traffickers o SDNT); de conformitat amb la Kingpin Act, s'han de congelar tots els actius d'aquests cinc dirigents que estiguin sota jurisdicció dels EUA i s'ha de prohibir a qualsevol ciutadà nord-americans que realitzi transaccions financeres o comercials amb ells. Aquesta mesura ha estat aplaudida per Turquia. Remzi Kartal però, va emetre un comunicat afirmant que "el PKK mai no ha estat involucrat en el tràfic de drogues. En els esforços de guerra psicològica turcs en els seus propis mitjans de comunicació, l'Estat turc utilitza sovint aquest tipus de propaganda negra contra el PKK. L'Estat turc ha estat mentint sobre això i la gent hi pot veure a través d'aquestes mentides. En els trenta anys de lluita que portem, milers dels nostres membres són sotmesos a assetjament i empresonament per motius polítics. Però ni a Turquia ni a cap altre lloc al món ha estat mai provat que els membres del PKK estiguessin involucrats en el tràfic de drogues".